# Meridiano Televisión
Meridiano Televisión est une chaîne de télévision sportive vénézuélienne appartenant à Bloque De Armas lancée en 1996. Cette société de télévision est membre de l'Organisation des Télécommunications Ibéro-Américaines (OTI).
Elle diffuse des matchs de baseball, de soccer, football, et autres.